# Жуана Португальская
Жуа́на Португальская (20 марта 1439 — 12 декабря 1475) — королева-консорт Кастилии и Леона. Вторая супруга Энрике IV, португальская инфанта по рождению, дочь короля Португалии Дуарте I и его жены Элеоноры Арагонской, сестра португальского короля Афонсу V.

## Королева Кастилии
Жуана родилась в Алмаде через шесть месяцев после смерти отца, Дуарте I. 21 мая 1455 года в Кордове вышла замуж за наследника королевства Кастилия и Леон Энрике IV. Для Энрике это был второй брак, первый 13-летний брак с Бланкой II Наваррской был расторгнут папой Николаем V, так как король на протяжении всего брака не вступал в интимную связь со своей женой. В королевстве ходили упорные слухи, что Энрике IV — импотент. Жуана и Энрике были довольно близкими родственниками — у них были общие бабушка и дедушка с материнской стороны: Фердинанд I Справедливый и Элеонора д’Альбукерке; кроме этого у них был общий прадедушка с отцовской стороны — Джон Гонт. То есть они приходились друг другу двоюродными братом и сестрой с одной стороны, и в то же время троюродными с другой.
В феврале 1462 года, на шестой год замужества, Жуана родила дочку Хуану, которую все в королевстве прозвали «Бельтранеха» (порт. La Beltraneja) из-за упорных слухов, что настоящий её отец — Бельтран де ла Куэва, которого подозревали в том, что на протяжении лет он был любовником королевы. Энрике, оформив своё решение через королевский суд, отправил[когда?]

 Жуану в изгнание в замок Алаэхос кардинала Фонсека. В изгнании Жуана влюбилась в племянника кардинала Фонсека, Педро де Кастилия Фонсека, и родила от него двух сыновей. Энрике, мотивируя тем, что брак изначально не был законным, оформил развод в 1468 году.
После смерти Энрике IV в 1474 году Жуана стала отстаивать права свой дочери Хуаны на трон Кастилии и Леона, но вскоре, в возрасте всего 36 лет, умерла. Похоронена во францисканском монастыре Мадрида.

## Скандалы и незаконнорождённые дети
Будучи при дворе, Жуана вызывала нарекания кастильской знати своими чересчур смелыми одеждами и нравами. Её декольте находили чрезмерно вызывающим, а поведение — провокационным. Ей приписывались многочисленные любовники, включая известного на Пиренеях поэта Жуана Родригеса де ла Камара (порт. Juan Rodríguez de la Cámara). Уже будучи в изгнании Жуана родила двух незаконнорождённых сыновей от Педро де Кастилия Фонсека, племянника кардинала Фонсека и правнука короля Кастилии Педро I.
По преданию, чтобы скрыть свою беременность в 1468 году, Жуана Португальская придумала для себя платье, включавшее широкую нижнюю юбку вердугадо, укреплённую вшитыми обручами, и верхней, повторявшей контуры нижней, заложив многовековую аристократическую моду на фижмы и кринолины.

Герб Жуаны Португальской, королевы Кастилии и Леона
Герб Жуаны Португальской, вдовствующей королевы

## В культуре
- В телесериале «Исабель» роль Жуаны Португальской сыграла Барбара Ленни.